# Ashok Hande
Ashok Kisanrao Hande es un reconocido director teatral, escritor, actor, cantante, productor de espectáculos musicales y presentador de televisión indio.

## Biografía
Hande nació en un pequeño pueblo cerca de Junnar en el distrito de Pune, su familia es de Varkari. Se sentía atraído por la música Bhajan, Bhadur y entre otros estilos regionales. Desde su infancia, junto con Tamasha, su familia se trasladó a Mumbai y se crio en Rangari Badak chawl en Lalbaug, esta ciudad cuando tenía unos 16 edificios y 10.000 habitantes. Participó con entusiasmo en varios concursos durante el festival de Ganapati. En la universidad como parte del grupo NSS (Nacional de Servicios Sociales), brindo una presentación para dar a conocer su músia. En sus días de escuela, él estuvo un implicado activamente con locales como Ganesh Utsav, Navratri Utsav, Kho-Kho y entre otros deportes y actividades culturales. Si bien en la escuela, participó en numerosas competiciones de teatro de la escuela a través del grupo Chikitsak. Durante los días de su universidad en la universidad Ruparel, participó en obras y concursos de canto.

## Carrera
Hande formó un grupo musical llamado Chaurang el 7 de agosto de 1987. Su grupo se centró en la preservación y promoción del patrimonio de la cultura y tradición indígena, sobre todo en la música y la danza. Él y su banda comenzaron  interpretar un popurrí de la música popular marathi y además en la que interpretaron canciones para una película titulada Mangal Gaani Dangal Gaani. En general en grupo Chaurang ha cruzado un hito de 6000 espectáculos y viajado a más de 15 estados de la India y países como Reino Unido, Estados Unidos, Canadá, Bélgica y Holanda, entre otros. Este programa fue ampliamente aceptado por todos los grupos de edad y público de todas las pruebas, la música teatro, cine y baile. La narración de Hande era el único y todo el mundo se ha aplicado por su estilo innovador y diferente rendimiento.